# André Jørgensen
André Marius Jørgensen Hofstøl (* 9. April 1979 in Arendal/Norwegen) ist ein ehemaliger norwegischer Handballspieler. Seine Körperlänge beträgt 1,99 m. 

## Karriere
André Jørgensen begann bei ØIF Arendal in seiner Heimatstadt mit dem Handballspiel. Später debütierte er für Kristiansand in der ersten norwegischen Liga. 2000 wechselte der linke Rückraumspieler zum Spitzenclub und damaligen Meister Runar IL Sandefjord, wo er 2001 den norwegischen Pokal gewann. Im April 2003 zog er weiter zu Bidasoa Irún in die spanische Liga ASOBAL; Anfang 2006 jedoch ließ er seinen Vertrag bei den Basken auflösen und schloss sich dem dänischen Erstligisten AaB Håndbold aus Aalborg an. Im Sommer 2009 unterschrieb er einen Vertrag beim Ligarivalen GOG Svendborg TGI. Nach der Insolvenz von GOG wurde der Vertrag aufgelöst und Jørgensen unterschrieb im Februar 2010 einen Vertrag beim norwegischen Verein ØIF Arendal. Mit ØIF gewann er 2014 den norwegischen Pokal. Dort beendete er nach der Saison 2014/15 seine Karriere. Im Dezember 2015 kehrte er nochmals in den Kader von ØIF Arendal zurück.
André Jørgensen bestritt 117 Länderspiele für die norwegische Männer-Handballnationalmannschaft. Sein größter Erfolg mit Norwegen war der 7. Platz bei der Handball-Weltmeisterschaft der Herren 2005. Mit Norwegen nahm er an der Handball-Europameisterschaft 2006 sowie an der Handball-Weltmeisterschaft der Herren 2007 in Deutschland teil, schied aber beide Male bereits nach der Vorrunde aus und belegte bei letzterer am Ende den 13. Platz. An der Handball-Europameisterschaft 2008 im eigenen Land nahm er ebenfalls teil.
Jørgensen trainierte ab Januar 2021 bis zum Saisonende 2021/22 ØIF Arendal.